# Donald Pettit
Donald Roy Pettit (* 20. dubna 1955 v Silvertonu, ve státě Oregon, USA), je americký chemik Národní laboraře Los Alamos, od května 1996 astronaut, 426. člověk ve vesmíru. . Poprvé se na oběžnou dráhu Země dostal v roce 2002 při půlroční výpravu na Mezinárodní vesmírnou stanici (ISS) jako člen Expedice 6. Podruhé k ISS vzlétl při dvoutýdenní misi STS-126 raketoplánu Endeavour v roce 2007. Také dalším letem, v prosinci 2011 v kosmické lodi Sojuz TMA-03M, se vydal k půlročnímu pobytu na ISS během Expedice 30/31, stejně jako počtvrté, v. září 2024 v Sojuzu MS-26, tentokrát dokonce na 7 měsíců do dubna 2025.

## Vzdělání a pracovní kariéra
Donald Pettit se narodil v Silvertonu v Oregonu, zde také roku 1973 ukončil střední školu. Roku 1979 získal bakalářský titul na Oregonské státní univerzitě (Oregon State University) v oboru chemické inženýrství. Roku 1985 získal titul doktora na Arizonské univerzitě (University of Arizona). Už od roku 1984 pracoval v Národní laboratoři Los Alamos. Zde se zabýval výzkumem dynamiky plynů a materiálů ve stavu beztíže, jedním z výsledků jeho prací je šálek dovolující na oběžné dráze pití kávy.

## Astronaut
Přihlásil se do 10. náboru astronautů NASA roku 1984, kdy se pouze dostal mezi 128 finalistů. Roku 1987 se zúčastnil 12. náboru, opět neprošel, steně jako v roce 1994 při 15. náboru. Úspěch oslavil až napočtvrté, v květnu 1996 v 16. náboru. Stal se členem oddílu astronautů NASA, absolvoval všeobecnou kosmickou přípravu a získal kvalifikaci letový specialista.

### 1. kosmický let – STS-113 / ISS / Sojuz TMA-1
Do posádky byl poprvé zařazen v březnu 2001, šlo o záložní posádku Expedice 6. V červenci 2002 byl přeřazen do hlavní posádky téže expedice. Do vesmíru odstartoval 24. listopadu 2002 v raketoplánu Endeavour na misi STS-113. S kolegy – velitelem Kennethem Bowersoxem a palubním inženýrem Nikolajem Budarinem – převzali od členů Expedice 5 na následujících šest měsíců Mezinárodní vesmírnou stanici (ISS). Během letu Pettit dvakrát vystoupil do otevřeného vesmíru, celková délka výstupů byla 13 hodin a 17 minut. Trojice přistála 4. května 2003 v Sojuzu TMA-1, let trval 161 dní, 1 hodinu a 15 minut.

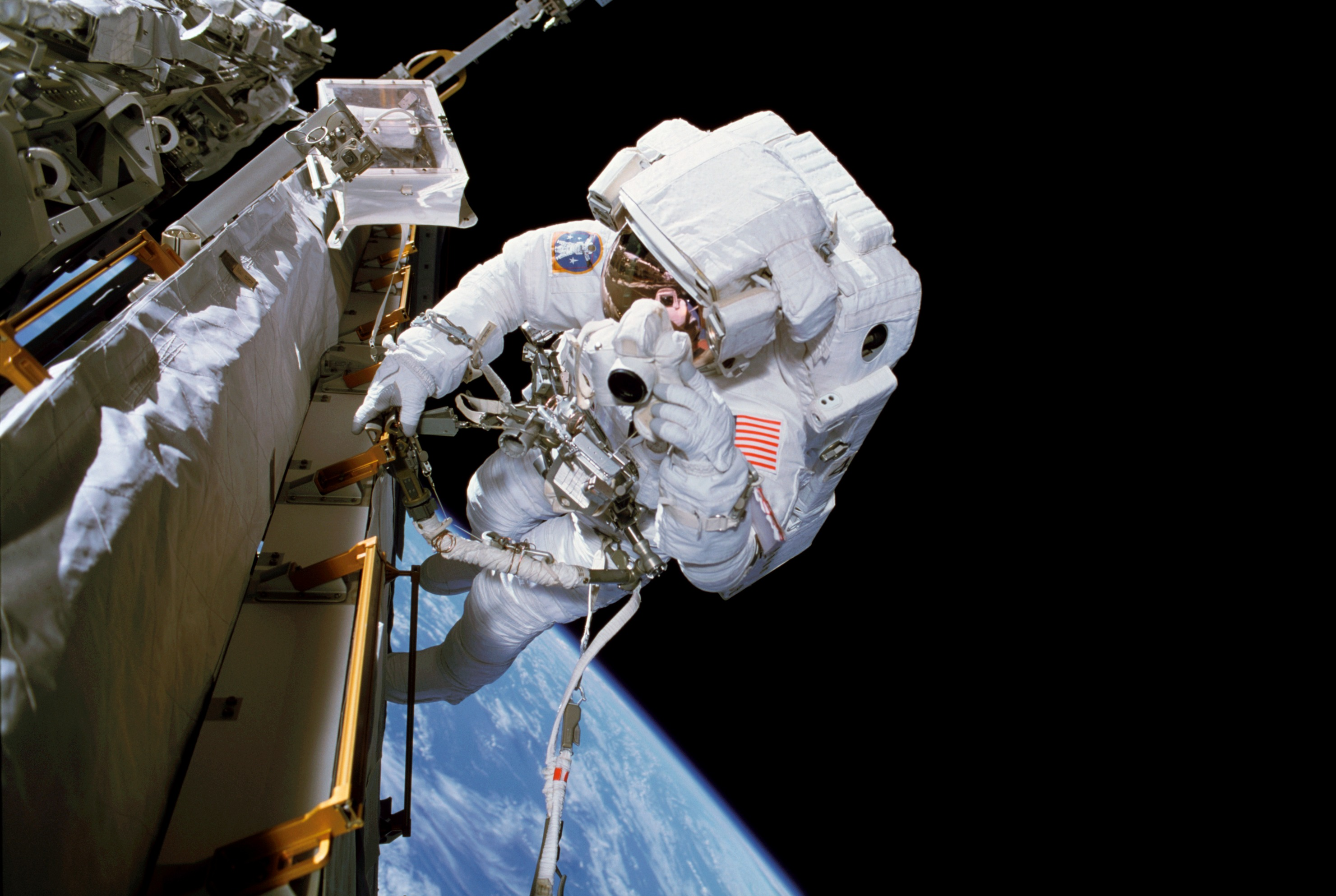
Donald Pettit při výstupu na povrch ISS. 15. ledna 2003.

### 2. kosmický let – STS-126 / ISS
V prosinci 2003 byl jmenován do záložní posádky Expedice 11, ale záhy jej zaměnil Daniel Tani. V říjnu 2007 (oficiálně bylo jmenování oznámeno 22. listopadu 2007) byl zařazen na místo letového specialisty letu STS-126. Raketoplán Endeavour odstartoval k letu STS-126 15. listopadu 2008, k ISS vynesl modul Leonardo, posádka se věnovala údržbě stanice, byl vyměněn třetí člen posádky ISS. Endeavour přistál 30. listopadu 2008 po 15 dnech, 20 hodinách a 29 minutách letu.

### 3. kosmický let – Sojuz TMA-03M / ISS
V červenci 2009 byl navržen do hlavní posádky Expedice 30 se startem v listopadu 2011. Do vesmíru odstartoval po několika odkladech 21. prosince 2011 v Sojuzu TMA-03M, s Olegem Kononěnkem a André Kuipersem se o dva dny později připojil k posádce ISS, Expedici 30. Po odletu trojice déle sloužících kolegů koncem dubna byla expedice přečíslována na třicátou první, v polovině května se k nim připojili Gennadij Padalka, Sergej Revin a Joseph Acabá. Z oběžné dráhy se na Zem trojice Kononěnko, Pettit, Kuipers vrátila 1. července, přistáli ve 4:47:43 UTC v kazašské stepi 148 km jihovýchodně od Džezkazganu. Let trval 192 dní, 18 hodin a 58 minut.

### 4. kosmický let – Sojuz MS-26 / ISS
Zatímco při třetím letu byly Sojuzy jedinou možností, jak dostat americké astronauty na ISS, v roce 2024 už byly k dispozici i lodi Crew Dragon společnosti SpaceX. Pettitovi však unikla možnost vyzkoušet při svých letech všechny tři typy strojů (raketoplán Space Shuttle, Sojuz i Crew Dragon) jako někteří z kolegů, protože NASA v roce 2023 dosáhla dohody s Roskosmosem o výměně křesel v Sojuzu MS-26 a v misi SpaceX Crew-9. A pro let na ISS v ruské lodi vybrala právě Pettita. Ten proto 11. září 2024 odstartoval v Sojuzu MS-26 ke své třetí dlouhodobé a celkem čtvrté vesmírné misi, jako jeden z nejstarších astronutů v historii (ve více než 69 letech). Na ISS pobýval v americko-evropsko-japonském segmentu, ale zpět na Zemi odletěl znovu v Sojuzu se svými spolucestujícími Alexejem Ovčininem a Ivanem Vagnerem. Původně se měli vydat na cestu 1. dubna 2025, ale návrat byl odložen na 20. dubna 2025 poté, co NASA odložila start mise SpaceX Crew-10 na přelom března a dubna 2025  Tak se i stalo – všichni tři společně přistáli 20. dubna v 01:20:44 UTC, 147 kilometrů jihovýchodně od kazašského města Žezkazgan. Donald Pettit úspěšným přistáním zahájil oslavy svých 70. narozenin, které připadly na stejný den. Na tiskové konferenci týden po přistání řekl, že je připraven se vrátit, až mu letecký lékař řekne, že je toho schopen. Připomněl prvního amerického astronauta Johna Glenna, který se do vesmíru vydal i v 77 letech, a dodal: „Dokážu si představit, že bych ještě jeden nebo dva lety absolvoval.”